# Akbom
Akbom (en rus: Акбом) és un poble de la república de l'Altai, a Rússia, que el 2016 tenia 19 habitants, pertany al districte d'Ongudai.